# 天王町 (名古屋市)
天王町（てんのうちょう）は、愛知県名古屋市中区の地名。

## 地理
東は金沢町、南は岩井町に接していた。

### 学区
- 中学校 - 名古屋市立前津中学校
- 小学校 - 名古屋市立大須小学校[4][5]

### 人口
国勢調査による人口の推移
| 1950年（昭和25年） | 50人 |  |
| 1955年（昭和30年） | 75人 |  |
| 1960年（昭和35年） | 49人 |  |
| 1965年（昭和40年） | 61人 |  |

## 歴史
当地は江戸時代には武家屋敷地にあたり、尾張藩の御手先の小吏が居住していた。

### 沿革
- 1878年（明治11年） - 天王町として成立[1]。
- 1878年（明治11年）12月20日 - 名古屋区成立に伴い、同区天王町となる[1]。
- 1889年（明治22年）10月1日 - 名古屋市成立に伴い、同市天王町となる[1]。
- 1908年（明治41年）4月1日 - 中区成立に伴い、同区天王町となる[1]。
- 1969年（昭和44年）10月21日 - 全域が大須一丁目および同二丁目に編入され、消滅[1]。